# Herratik
Herratik ist eine australische Thrash- und Death-Metal-Band aus Sydney, die 1998 unter dem Namen Abortus gegründet wurde.

## Geschichte
Die Band wurde Mitte 1998 unter dem Namen Abortus gegründet. Bis Anfang 1999 wurden drei Demos aufgenommen, während die Besetzung mehrfach wechselte. Im August 1999 erschien über Battlegod Productions das Debütalbum Judge Me Not. Kurz nach der Veröffentlichung spielte die Band zusammen mit Nevermore in Sydney, woraufhin für fast ein Jahr kein Auftritt mehr abgehalten, sondern an einem zweiten Album gearbeitet wurde. Im Mai 2000 verließ der Schlagzeuger Matt Herd die Besetzung und wurde im August durch Michael Stojcevski ersetzt, ehe Abortus Mitte 2001 auf dem Bloodlust Festival in Sydney zu sehen war. Bei dem italienischen Label Code666 Records erschien im Oktober das Album Process of Elimination. Die Aufnahmen hierzu hatten im Januar stattgefunden. Zwei Monate später ging es mit Mystic Circle und Ancient Rites auf eine Europatournee. Die Tour umfasste 18 Auftritte an 18 Tagen in sieben verschiedenen Ländern. Von April bis November 2002 hielt die Band 20 Auftritte an verschiedenen Wochenenden ab. Danach gab Stojcevski sein Ausscheiden bekannt, half jedoch noch live aus, bis mit Dave Upston im März 2003 ein passender Ersatz gefunden wurde. Danach ging es im September und Oktober auf Tour durch Australien mit Mystic Circle. Infolgedessen verließ Upston die Band. Im August 2004 wurde die Umbenennung in Herratik beschlossen.
Als Gitarrist kam daraufhin Wader zur Besetzung, das Schlagzeug übernahm nun Alex „Necrodemon“ Koch von Mystic Circle. Im Juli 2006 erschien über Copro Records das Album Wrath-Divine. Die Aufnahmen hierzu hatten im April in den Amethyst Studios in Sydney unter der Leitung von Jamie Stinson stattgefunden. Vom April bis Dezember 2007 hielt die Band weitere Auftritte in Australien ab, die jedoch nur an ein bis zwei Wochenenden eines Monats abgehalten wurden. 2008 und 2009 wurden nur wenige Auftritte abgehalten, da sich die Gruppe hauptsächlich auf das Schreiben von neuen Liedern konzentrierte. Die Aufnahmen zum folgenden Album erstreckten sich über einen längeren Zeitraum. Diese fanden im Vitriol Recording Studio statt, nur das Schlagzeug wurde von Koch im Deutschland im The Vault Studio aufgenommen. Koch übernahm zudem das Abmischen und Mastern des Materials. 2012 erschien über Battlegod Productions das nächste Album Compromise Gone.

## Stil
Brian Fischer-Griffin bezeichnete Abortus als Thrash- und Death-Metal-Band. Judge Me Not biete Old-School-Extreme-Metal, während Process of Elimination schlecht produzierter chaotischer Thrash Metal sei. In seiner Rezension zu Compromise Gone gab Thomas Strater vom Metal Hammer an, dass die Band hierauf Thrash Metal mit vielen Anleihen aus dem Death Metal spielt. Gelegentlich verarbeite die Gruppe auch klassische Heavy-Metal-Riffs. Die Leadgitarre sei eingängig, während der Gesang harsch klinge.

## Diskografie
als Abortus
- 1998: Demo (Demo, Eigenveröffentlichung)
- 1998: Demo I (Demo, Eigenveröffentlichung)
- 1999: Judge Me Not (Album, Battlegod Productions)
- 2001: Process of Elimination (Album, Code666 Records)

als Herratik
- 2004: Promo 2004 (Demo, Eigenveröffentlichung)
- 2006: Wrath-Divine (Album, Copro Records)
- 2011: Compromise Gone (Album, Battlegod Productions)